# Diane Morgan
Diane Morgan (Bolton, 5 ottobre 1975) è un'attrice britannica.

## Biografia
Nata a Bolton, è figlia di un fisioterapista e una casalinga. Cresciuta tra Farnworth e Kearsley, ha frequentato la George Tomlinson School a Kearsley. A 20 anni studia alla East 15 Acting School di Loughton. Vive nel quartiere di Bloomsbury, a Londra, con il suo compagno Ben Caudell.
Ha interpretato una piccola parte in Phoenix Nights dopo aver svolto diverse professioni, tra cui assistente dentistica e venditrice di Avon. In seguito, ha provato la stand-up comedy. Ha ottenuto il secondo posto nel premio Hackney Empire New Act of the Year nel 2006. 
Morgan e Joe Wilkinson formarono un duo comico chiamato Two Episodes of Mash. Dal 2008 si sono esibiti all'Edinburgh Festival Fringe per 3 anni consecutivi e nel 2010 sono apparsi nello show di satira Robert's Web. Nel 2012 è comparsa nella sitcom britannica Him & Her e nel 2013 ha interpretato Nicola nella serie TV Pat & Cabbage. Nel 2014 ha recitato nella serie TV Utopia nel ruolo di Tess e nel 2015 è comparsa in due episodi della serie britannica Drunk History.
Morgan è conosciuta per il suo personaggio di Philomena Cunk, una presentatrice e giornalista estremamente stupida e malinformata, spesso protagonista di mockumentary. Nel dicembre 2016 ha presentato Cunk on Christmas, mentre nel 2018 è andato in onda nel Regno Unito il mockumentary Cunk on Britain. Cunk on Earth è uscita in Italia su Netflix nel 2023.
Dal 2019 al 2022 è nel cast della serie televisiva britannica firmata da Ricky Gervais After Life su Netflix, dove recita la parte di Kath.
A partire sempre dal 2019 è ideatrice, regista sceneggiatrice e principale interprete della serie TV Mandy, trasmessa sulla BBC.

## Filmografia

### Cinema
- Io prima di te (Me Before You), regia di Thea Sharrock (2016)
- Death to 2020, regia di Al Campbell ed Alice Mathias (2020)
- Death to 2021, regia di Jack Clough e Josh Ruben (2021)
- Cunk on life (2025)

### Televisione
- Utopia - serie TV, 2 episodi (2014)
- After Life - serie TV, 18 episodi (2019-2022)
- Mandy - serie TV (2019-in corso)
- Elliott il terrestre (Elliott from Earth) - serie TV, 2 episodi (2021)
- Inside No. 9 - serie TV, episodio 7x01 (2022)
- Cunk on Earth - serie TV, 5 episodi (2022)

### Doppiatrice
- The Sandman - serie TV, 1 episodio (2022) - Gryphon

## Riconoscimenti (parziale)
- BAFTA
  - 2023 - Candidatura come miglior interpretazione comica femminile per Cunk on Earth[2]